# Ágúst Gylfason
Ágúst Gylfason (født 1. august 1971) er en islandsk tidligere fodboldspiller (midtbane), der spillede seks kampe for det islandske landshold. På klubplan repræsenterede han flere klubber i hjemlandet samt SK Brann i Norge.
Gylfason vandt tre islandske pokaltitler i træk med Valur i 1990, 1991 og 1992.

## Titler
Islandsk pokal
- 1990, 1991 og 1992 med Valur